# Грамофонска плоча
Грамофонска плоча је врста носача звука, веома популарна до 80-их година 20. века. Позната је и као LP и винил. Наиме, сама плоча је округла и од поливинилске масе. У њу је, спирално ка центру, урезана трака у којој различита назубљеност значи различит звук. Постоје моно, стерео и квадрофонске плоче.
LP (скраћено од енгл. long play), односно дугосвирајуће грамофонске плоче (познате и као лонгплејке), имају пречник 12 инча, врте се на 33⅓ обртаја и садрже око 15-ак песама. Мале грамофонске плоче, популарно назване синглице, имају 7 in (18 cm) у пречнику, окрећу се брзином од 45 обртаја у минути и садрже обично једну или две песме (до десет минута музике по страни).
Уређај помоћу кога се плоче могу слушати зове се грамофон.
Пре грамофонске плоче за снимање звука користио се цилиндар премазан воском.
Од 2012. па до данас плоче постају све популарније. У 2013. са 4.500.000 плоча, продаја се повећала на 6.000.000, док је тај број у 2014. премашио 10.000.000 плоча продатих у свету. Број продатих CD-а и продаја музике која се „скида” (преузима) са интернета је у паду.

## Прва грамофонска плоча у Србији
Фонограф је уређај изумљен 1877. године (Томас Едисон) за механичко снимање и репродукцију звука. У својим каснијим облицима, она се такође назива грамофон (као заштитни знак од 1887, као генерично име у Великој Британији од 1910. године), или од 1940-их, рекордер.
Прва грамофонска плоча снимљена је 1903. године у Београду и потом штампана у Лондону. Једна од подружница Берлинерове америчке компаније која је имала своје представништво у Берлину и Лондону била је Грамофон рекордс. Ова компанија је слала сниматеље по разним земљама како би издали плоче са снимцима локалних извођача.
Године 1903. су снимљене четири мале плоче пречника 17 cm, а данас знамо да је на једној Чича Илија Станојевић без пратње изводио народну песму „Ракито мори”, док је на другој изводио песму „Сојку девојку”.
Године 1951. произведене  су прве грамофонске плоче у Србији, из гараже на Дорћолу у који је Радио Београд сместио две пресе за израду грамофонских плоча.
Године 1952. израђено је око 15 грамофонских плоча са 78 обртаја у минути и са трајањем од по три минута по страни. На етикети плоче се налазио натпис „Југословенске грамофонске плоче – Београд – Хиландарска 2”, а у основи тог круга крупном словима писало је „Југодиск”.